# Ernst Röhrig (Forstwissenschaftler)
Ernst Hermann Friedrich Wilhelm Röhrig (* 21. April 1921 in Potsdam; † 22. April 2020) war ein deutscher Forstwissenschaftler. Er lehrte Waldbau an der Georg-August-Universität Göttingen.

## Leben
Ernst Röhrig kam 1921 als älteres von zwei Kindern des Forstrats und Oberforstmeisters an der Regierung Hermann Röhrig (1874–1955) zur Welt. Der Vater wurde später Oberlandforstmeister im Preußischen Ministerium für Landwirtschaft, Domänen und Forsten in Berlin, quittierte aber 1934 den Staatsdienst und nahm eine neue Aufgabe in der Holzindustrie in Breslau an. Dort machte Ernst Röhrig 1939 sein Abitur und wurde nach dem Absolvieren des Reichsarbeitsdiensts zur Wehrmacht eingezogen. Im Zweiten Weltkrieg verlor er einen Arm und wurde kurz vor Kriegsende, im März 1945, aus der Wehrmacht entlassen. Seine Eltern waren in der Zwischenzeit aus Breslau in das Schaumburger Land geflüchtet, wo der Vater noch bis 1949 das Fürstliche Forstamt Landwehr in Bückeburg leitete. Sie nahmen den kriegsversehrten Sohn bei sich auf, der bald darauf ein Forststudium an der Forstlichen Hochschule Hann. Münden begann, die als Forstliche Fakultät der Georg-August-Universität Göttingen angegliedert war. 1949 legte Ernst Röhrig die Diplomprüfung ab und nach seiner Referendarzeit folgte 1951 das Staatsexamen. Im selben Jahr promovierte er mit einer forstzoologischen Dissertation zum Dr. forest. und war anschließend bis 1961 wissenschaftlicher Mitarbeiter am Institut für Waldbau-Technik in Hann. Münden, das bis 1957 Adolf Olberg und nach dessen Tod Alfred Bonnemann unterstand. 1957 habilitierte Röhrig, 1961 wurde er als Revierassistent an das Forstamt Lauenau am Deister versetzt.
Im Rahmen seiner Tätigkeit am Institut für Waldbau-Technik in Hann. Münden unternahm Röhrig mit seinen Studenten zahlreiche Exkursionen und pflegte enge Verbindungen zu der Forstwirtschaftlichen Fakultät der Humboldt-Universität zu Berlin in Eberswalde. Anfang Dezember 1961 reiste Röhrig mit seiner Frau zu seinen Schwiegereltern nach West-Berlin und verabredete sich brieflich zu einem Treffen mit Dr. Kilias, einem Assistenten aus Eberswalde, in einem Café an der Frankfurter Allee in Ost-Berlin. Am Ort des Treffens verhaftete das Ministerium für Staatssicherheit (MfS) am 9. Dezember 1961 Röhrig und Kilias wegen Spionage gegen wissenschaftliche Forschungsergebnisse und Menschenhandel. Röhrig wurde zu acht Jahren Haft verurteilt und nach zahlreichen Protesten internationaler Wissenschaftler am 17. März 1963 im Rahmen eines Häftlingsaustauschs in die Bundesrepublik Deutschland entlassen.
Von 1964 bis 1973 leitete Röhrig das niedersächsische Forstamt Reinhausen und von 1973 bis zu seiner Emeritierung 1991 die Abteilung Waldbau der gemäßigten Zonen an der Georg-August-Universität Göttingen. Seine Forschungsschwerpunkte waren die Erfassung ökologischer Bedingungen in ihren Auswirkungen auf Verjüngung und Wachstum wichtiger Waldbäume sowie unterschiedliche waldbauliche Themen in Zusammenarbeit mit der forstlichen Praxis. Gemeinsam mit Norbert Bartsch veröffentlichte Ernst Röhrig zahlreiche Beiträge in Fachzeitschriften und arbeitete bis zu seinem 90. Geburtstag an einem Lehrbuch für Waldökologie in Mitteleuropa, das 2016 erschien.
Röhrig starb im April 2020, einen Tag nach seinem 99. Geburtstag.

## Werke
- Norbert Bartsch, Ernst Röhrig: Waldökologie: Einführung für Mitteleuropa. 1. Auflage. Springer, Berlin, Heidelberg 2016, ISBN 978-3-662-44268-5.